# Alex Ruela
Alex Ruela (* 18. August 1987) ist ein brasilianischer Fußballspieler.

## Karriere
Bis Juli 2014 spielte Alex Ruela beim thailändischen Erstligisten Port FC in Bangkok. Wo er vorher gespielt hat, ist unbekannt. Ab Juli 2014 spielte er beim Ligakonkurrenten TOT SC, einem Verein, der ebenfalls in Bangkok beheimatet war. Nach einem halben Jahr ging er nach Ang Thong und unterschrieb einen Vertrag bei Angthong FC. Für den Club spielte er bis Ende 2015 in der Thai Premier League Division 1, der zweiten Liga des Landes. Zum Ligakonkurrenten PTT Rayong FC aus Rayong wechselte er 2016. Nach Ende der Saison wurde sein Vertrag nicht verlängert. Mitte 2019 nahm ihn Air Force Central unter Vertrag. Der Club aus Bangkok spielte in der Zweiten Liga, der Thai League 2. Wo er von Anfang 2018 bis Mitte 2019 gespielt hat, ist unbekannt. Nachdem Air Force den Rückzug aus der Liga bekannt gab, wechselte er nach Sisaket zum Zweitligisten Sisaket FC. Für Sisaket absolvierte er bis Ende 2020 vier Zweitligaspiele.
Seit dem 1. Januar 2021 ist er vertrags- und vereinslos.